# Patrick McKinney

Wappen von Patrick Joseph McKinney

Patrick McKinney (* 30. April 1954 in Birmingham) ist ein englischer römisch-katholischer Geistlicher und Bischof von Nottingham.

## Leben
Am 29. Juli 1978 empfing er durch Weihbischof Joseph Francis Cleary das Sakrament der Priesterweihe für das Erzbistum Birmingham.
Papst Franziskus ernannte ihn am 14. Mai 2015 zum Bischof von Nottingham. Die Bischofsweihe spendete ihm der Erzbischof von Westminster, Vincent Kardinal Nichols, am 3. Juli desselben Jahres; Mitkonsekratoren waren der Erzbischof von Liverpool, Malcolm McMahon OP, und der Erzbischof von Birmingham, Bernard Longley.
Am 8. Juli 2020 berief ihn Papst Franziskus zum Mitglied des Päpstlichen Rates für den Interreligiösen Dialog.